# Violales
Ordre
Classification APG II (2003)
Classification APG III (2009)
Les Violales sont un ordre de plantes dicotylédones dialypétales thalamiflores. Cet ordre n'est plus reconnu dans les classifications du XXIe siècle.

## Liste des familles
Selon classification classique de Cronquist (1981) : 
- Achariacées
- Ancistrocladacées
- Bégoniacées (famille du bégonia)
- Bixacées
- Caricacées (famille de la papaye)
- Cistacées
- Cucurbitacées (famille de la courge)
- Datiscacées
- Dioncophyllacées
- Flacourtiacées
- Fouquieriacées
- Frankeniacées
- Hoplestigmatacées
- Huacées
- Lacistématacées
- Loasacées
- Malesherbiacées
- Passifloracées (famille de la passiflore)
- Péridiscacées
- Scyphostégiacées
- Stachyuracées
- Tamaricacées (famille du tamaris)
- Turnéracées
- Violacées (famille de la violette)

## Histoire
Pour la classification phylogénétique APG II (2003) et la classification phylogénétique APG III (2009), cet ordre n'existe pas. Beaucoup de ces plantes sont assignées à l'ordre Malpighiales.
En classification classique de Cronquist (1981), il comprend 24 familles et environ 5 000 espèces.
Dans des classifications plus anciennes, comme la classification de Dahlgren (1975-1989) les Violales forment le  super-ordre des Violiflorae (appelé aussi Violanae).